# 2016 a vasúti közlekedésben
Ez a szócikk a 2016-ban történt vasúti eseményeket mutatja be.

## Események a világban

### Dátumhoz köthető események
- február 9. – 10-en meghaltak, amikor a bajorországi Bad Aibling közelében frontálisan összeütközött a Transdev(wd)  társaság két személyvonata.

- február 11. – Mintegy 70-en megsérültek, amikor kisiklott és betonfalnak csapódott az Egyiptomi Vasút Kairó és Luxor között közlekedő személyvonata.
- február 23. – Ketten meghaltak, amikor az hollandiai Dalfsen közelében egy autódaruval ütközött az Arriva társaság egy személyvonata.
- július 12. – Két személyszállító vonat összeütközött az olaszországi Bari közelében, 27-en meghaltak.
- június 1. – Megnyílt Svájcban a Gotthárd-bázisalagút
- december 14. – Elindult Németországban a Locomore magánvasút első járata

## Események Magyarországon

### Dátumhoz köthető események
- március 31. – Befejeződött az új Aquincum HÉV-megálló építése.
- április 30. – Átadták a felcsúti kisvasutat.
- május 21. – Elkészült a transzbörzsönyi kisvasút.[1]
- május 31. – Befejeződtek Székesfehérvár vasútállomásának pályaépítési munkái.
- május 31. – Befejeződött Békéscsaba állomás teljes átépítése.
- november 1. – A budapesti HÉV-hálózat üzemeltetését a MÁV-HÉV Helyiérdekű Vasút Zrt. vette át.
- december 5. – Utolérte egymást és összekoccant Budapesten két metrószerelvény az M2-es metróvonal Pillangó utcai megállójában. A balesetben tízen sérültek meg, közülük ketten súlyosan.[2]
- december 18.-án átadták Székesfehérvár csomópont biztosítóberendezését, ezzel befejeződött az állomás több éven át tartó átépítése.[3][4]

### Határozatlan dátumú események
- 2016 első napjaiban jelentős vita bontakozott ki a budapesti elővárosi közlekedés részeként közlekedő HÉV-ek finanszírozásáról. Budapest főpolgármestere szerint a főváros nem kötelezhető az agglomerációs közlekedés bonyolítására, mert az nem minősül helyi közlekedésnek. A HÉV-vonalak mentén fekvő települések nem kívántak bekapcsolódni a rendszer finanszírozásába. Január közepén a kormány jelezte, hogy átveszi a HÉV-hálózat finanszírozását és a MÁV-ot kívánja megbízni a vonalak működtetésével.
- Megkezdődött a budapesti 3-as metróvonal járműveinek kiszállítása az oroszországi Mityiscsi vasúti járműgyárba. Az elöregedett járművek felújítására kiírt pályázatot az egykori gyártó nyerte el.
- Az év tavaszán várhatóan kivitelezői szerződést kötnek a Kelenföld–Százhalombatta-vasútvonal felújításáról. A kivitelezés legkorábban az év második felében kezdődhet el.
- A GYSEV 26 nagysebességű IC-kocsit vásárolt az ÖBB-től. Az Ausztriában feleslegessé vált kocsik a Nyugat-magyarországi nagyvárosok és Budapest között állnak forgalomba.[5]

## Várható események
- December végéig várhatóan befejeződik az ETCS vonatbefolyásoló rendszer telepítése a Szajol és Gyoma, illetve a Monor és Szajol közötti vasútvonal-szakaszokon.

## Új vasútállomások
2016-ban az alábbi vasútállomások nyíltak meg:
- január 30.: Kvanggjo (Gwanggyo) állomás a szöuli metró Sinbundang vonalának állomása; Szuvon (Suwon) városában
- szeptember 24.: Jodzsu állomás, a szöuli metró Kjonggang (Gyeonggang) vonalának állomása

## Új vasútvonalak

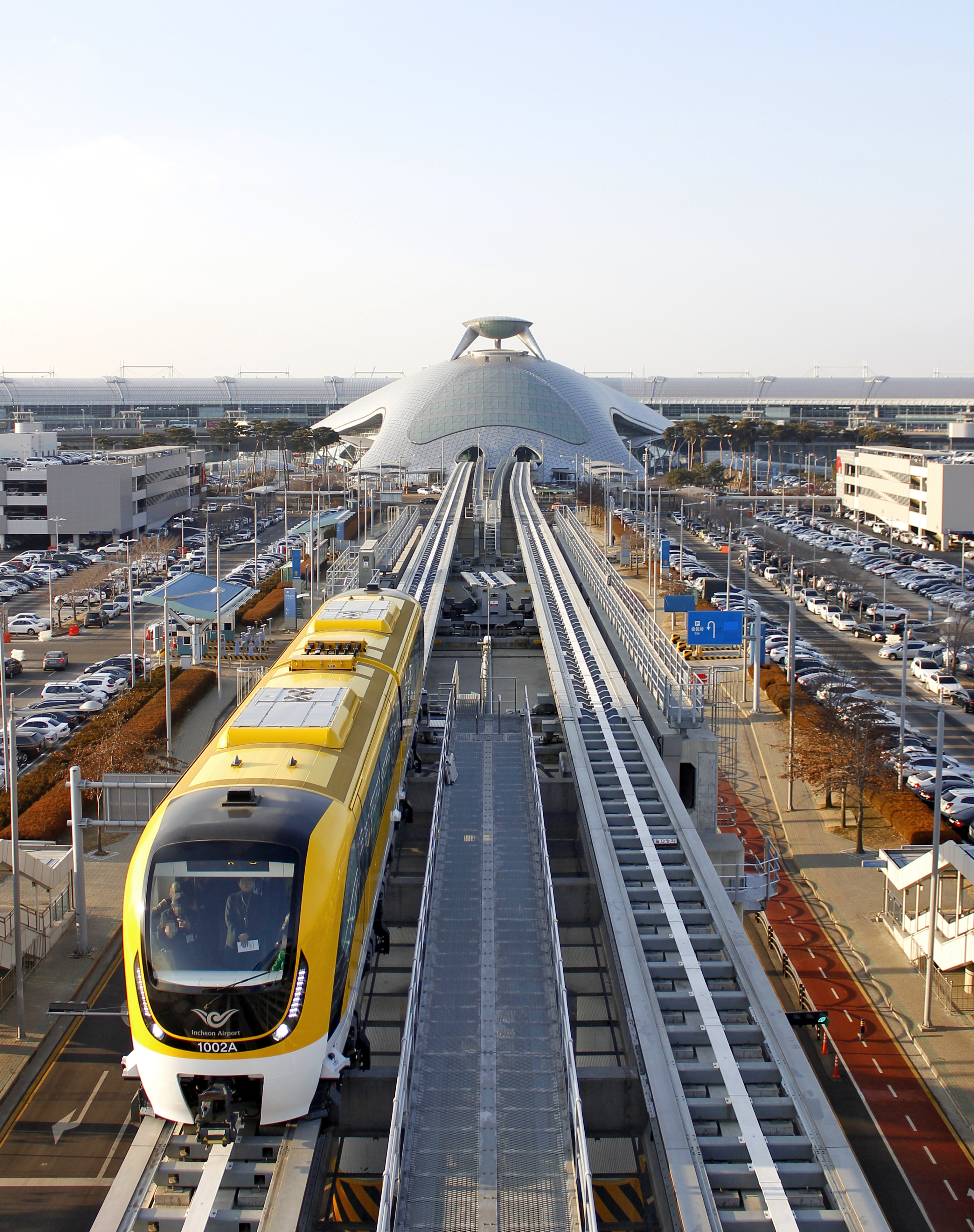
Az Incshoni reptéri maglev vasút 2016-ban

- február 6.: Dél-Korea Incshon városában átadták a saját fejlesztésű Incshoni reptéri maglev vasút új vonalát[6]
- március 26.: Japánban megnyílt az 1435 mm nyomtávú Hokkaidó Sinkanszen[7]
- szeptember 10.: átadták Kínában az 1435 mm nyomtávú Csengcsou–Hszücsou nagysebességű vasútvonalat.
- szeptember 24.: megnyílt Dél-Koreában a szöuli metró Kjonggang vonala (1435 mm)[8]
- december 28.: Kínában átadták az 1435 mm nyomtávú Sanghaj–Kunming nagysebességű vasútvonalat[9]